# Арчалы (Чуйская область)
Арчалы — село в Аламудунском районе Чуйской области Кыргызстана. Входит в состав аильного округа Байтик. Код СОАТЕ — 41708 203 855 02 0.

## Население
| год     | 2009 | 2014 | 2015 |
| ------- | ---- | ---- | ---- |
| человек | 2113 | 2636 | 2026 |

## Известные жители
- Айдарбеков, Иманалы (1884—1938) — председатель Главного Суда Киргизской АССР (1927—1929).
- Самсалиев, Султаналы Саткыналиевич (1920—2001) — советский и киргизский военный и государственный деятель.